# Alpine Skiweltmeisterschaften 1993
Die 32. Alpinen Skiweltmeisterschaften fanden vom 4. bis 14. Februar 1993 in der Wintersportstation Shizukuishi nahe der japanischen Stadt Morioka an den eher den Charakter von Hügeln innehabenden Mount Takakura und Mount Kotakakura statt. Dabei wurden die Pisten nachträglich durch den Schweizer Pisten-Architekten Bernhard Russi mit Schwierigkeiten versehen. Die Herren-Abfahrt, deren Schlüsselstelle der Weiten von 60 Metern ermöglichende Kongoo-Sprung darstellte, beinhaltete zwölf Kurven und fünf Sprünge. Bei den Damen wies die Strecke neun Kurven bei vier Sprüngen auf. Aufgrund der schlechten Wetterverhältnisse mussten einzelne Rennen mehrmals verschoben, der Herren-Super-G konnte sogar nicht mehr ausgetragen werden; er wurde ersatzlos gestrichen.
Erstmals fanden alpine Skiweltmeisterschaften, losgelöst von Olympischen Winterspielen (wie es 1972 in Sapporo der Fall war), in Asien statt. Am 11. Juni 1988 hatte sich der Austragungsort bereits im ersten Wahlgang beim 36. FIS-Kongress in Istanbul gegen die anderen Mitbewerber als potentielle Ausrichter durchgesetzt.

## Eröffnung
- Diese fand am 3. Februar um 9 Uhr Ortszeit statt und wurde durch Prinz Fumihito von Akishino durchgeführt, der sich indigniert präsentierte; es war anzunehmen, dass die Kritik an der Vergabe an das wetteranfällige Morioka auch zu ihm durchgedrungen war.[3]
- 6.000 Besucher waren gekommen. 456 Sportlerinnen und Sportler aus 45 Nationen zogen ein, das sogenannte „Rest-Jugoslawien“ war auf Grund einer UN-Resolution von der FIS ausgeschlossen worden.
- Zwei amtierende Weltmeister waren Fahnenträger: Bei Österreich Ulrike Maier, bei der Schweiz Franz Heinzer.[4][5][6]
- Proteste gab es hinsichtlich eines von FIS-Präsident Marc Hodler wegen seines während seiner Ansprache getragenen Anoraks mit einem darauf fixierten Werbeemblem für „Rossignol“, jedoch war dieser französische Ski der offizielle Weltmeisterschafts-Ski.[7]
- Proteste gab es aber auch, u. zw. durch die Firma Raichle, über die Startnummern, die die Aufschrift „Nordica“ trugen. Diese fruchteten allerdings nicht. Die FIS drohte sogar Disqualifikationen an, sollten an den Startnummern wegen der Aufschrift Veränderungen durchgeführt werden, das „Statement von Raichl“ lautete, „man wolle im Sinne der Sportler die Entscheidung akzeptieren“.[8]
- Bei achttausend Journalisten, Sponsoren und „VIPS“ und 200.000 Besucher kamen bzw. wurden erwartet. Lt. FIS-Generalsekretär Gian Franco Kasper hatten 45 Verbände mit 250 Aktiven genannt.

### Kritik an der Entscheidung für Morioka
FIS-Präsident Marc Hodler verteidigte die Morioka-Wahl und stellte nicht in Abrede, dass bei der Vergabe auch wirtschaftliche Überlegungen eine Rolle gespielt hatten. „Die Industrie war sicher dafür, weil Japan mit seinen Millionen Skiläufern ein interessanter Absatzmarkt ist. Außerdem war es eine Verpflichtung, eine Weltmeisterschaft an Asien zu vergeben, wo Japan die einzige Möglichkeit war“.
Gegen die Aussagen Hodlers und des Generalsekretärs Kasper, dass in Europa kein Schnee zu finden sei und die Durchführung einer Weltmeisterschaft auch Probleme mit sich gebracht hätte, protestierten in einem Telegramm an diese beiden Herren die Mitgliedsorte der Vereinigung „Best of the Alps“ (Chamonix, Cortina, Grindelwald, St. Moritz, Davos, Zermatt, Garmisch-Partenkirchen, Lech am Arlberg, Kitzbühel und Seefeld): „Die Vereinigung verwehre sich entschieden gegen diese falschen und geschäftsschädigenden, weltweit verbreiteten Aussagen. In den europäischen Wintersportorten herrschen derzeit überwiegend sehr gute Schneeverhältnisse. Die Vereinigung organisiere als langähriger loyaler Partner der FIS Skiveranstaltungen und stellte auch im Sommer Trainingsmöglichkeiten bereit.“ Es wurde eine Richtigstellung noch während der Weltmeisterschaft gefordert.
Gegenüber der österreichischen Tageszeitung «Salzburger Nachrichten» (siehe Ausgabe Nr. 31 vom 8. Februar 1993, S. 17, mit Titel „‚Ungeheure Vorgänge‘ bei WM-Vergabe“) bestätigte ein ranghoher FIS-Funktionär, dass er zwei Monate nach dem Zuschlag erstmals in die WM-Region gekommen sei und feststellen musste, dass das Skigebiet großteils nur aus Plänen bestanden und es nur einen Parkplatz und einen Lift gegeben habe. Statt der als schwierig beschriebenen Damenabfahrt habe nur ein Wald existiert.

### Entscheidungen am Sportbereich
- Bereits am 12. Januar gab es eine Vorausmeldung an die FIS, in welcher ein größerer Kader genannt werden konnte, ehe nach den Weltcuprennen dieser reduziert wurde. Der ÖSV listete 36 Namen (19 Herren, 17 Damen)[11][12] und bei der endgültigen Fixierung 14 Herren und 12 Damen auf, wobei es keine absolute Sensation gab. Dass Helmut Höflehner fehlen würde, hatte sich abgezeichnet, da er nicht in Form gekommen war und sich dann auch noch verletzt hatte.
- Die Schweizer Teamverantwortlichen nominierten Vreni Schneider wegen eines zu hohen Verletzungsrisikos nicht für den Kombinationsbewerb.[13]
- Erst am 4. Februar traf Paul Accola nach seinem Meniskusriss vom Dezember als letzter Nachzügler ein; seine Vorhaben waren Starts im Slalom und Riesenslalom. Allerdings wurde er nur für den Slalom nominiert, für den (letztlich nicht ausgetragenen) Super-G verlor er die mannschaftsinterne Qualifikation.[14][15]
- Kate Pace fuhr bei ihrem Abfahrtssieg praktisch nur mit der rechten Hand, denn sie hatte sich bei ihrem Sturz in der Abfahrt einen Speichenbruch der linken Hand zugezogen und hatte eine Manschette angelegt. Wie sie aussagte, sei ihr die Verschiebung entgegengekommen, da sie dadurch Zeit zum Lernen hatte, nur einen Stock zu gebrauchen.[16]
- Der Kombinationsslalom der Damen gestaltete sich nach dessen Beendigung noch zu einer „Detektivarbeit“, da inkompetente Torrichter ihrer Aufgabe nicht gewachsen gewesen waren. So wurde Videomaterial zu Hilfe genommen, was zur Disqualifikation von Astrid Lødemel führte, während vermutete Torfehler von Anne Berge (NOR) nicht nachweisbar waren.[17]
- Kombinationsgold für Lasse Kjus bedeutete die erste Goldmedaille für Norwegens Herren bei alpinen Skiweltmeisterschaften seit Stein Eriksen 1954 in Åre.
- Marc Girardelli verzichtete auf ein Antreten in der Abfahrt. Sein Vater (und Trainer) Helmut Girardelli begründete dies damit, dass auf diesem Berg (Mount Takakura) Abfahrten irregulär seien und nur Fahrer mit höheren Nummern Chancen hätten. Außerdem ging es dem Läufer auch darum, sich noch für den Spezialslalom und Super-G vorzubereiten.[18]
- Der österreichische Abfahrtstrainer Werner Margreiter schickte vorerst elf, danach mit dem hinzugekommenen Leonhard Stock zwölf Läufer in die Abfahrts-Qualifikation, weil er sagte, dass auf dieser Strecke alles möglich sei.[19] Es war gleich beim ersten Zeitlauf ersichtlich, dass durch die Wetterverhältnisse (Wind) die Gruppe-1-Läufer „verblasen“ wurden. Luc Alphand mit der Start-Nr. 33 war der Schnellste.[20]
- Norwegens Trainer Dieter Bartsch hatte vor der Herrenabfahrt bei FIS-Renndirektor Karl Frehsner interveniert und den von ihn als „faul“ bezeichneten Schnee aus dem Gleitstück schaufeln lassen.[21]
- Die österreichische Slalomläuferin Monika Maierhofer weigerte sich, bei strömenden Regen eine Qualifikation gegen zwei andere Konkurrentinnen zu fahren und wurde deshalb heimgeschickt.[22]
- Beim Herren-Riesenslalom am 9. Februar musste der zweite Durchgang (wegen zu heftigen Windes nach mehreren Startverschiebungen) abgesagt und für den nächsten Tag neu angesetzt werden, was in dieser Weise auch eine Novität darstellte. Es waren zwar in den Anfangsjahren mit der Einführung der Herren-Riesenslaloms in zwei Durchgängen an zwei Tagen gefahren worden, jedoch war das damals derart programmiert gewesen.
- Gegenüber der Gebräuchlichkeit beim Weltcup, dass die Läufer selbst bei der (vortägigen) Startnummernvergabe, sprich dem „Pick up“, sich diese auswählten, war hier den Trainern dieses Prozedere erlaubt. So hatte sich der österreichische Trainer Werner Margreiter für Thomas Stangassinger, obwohl sich der Tennengauer die Nr. 1 gewünscht hatte, für die Nr. 2 entschieden – und ausgerechnet die Nr. 1 gewann; dabei war Aamodt überhaupt erst durch seinen Sieg im Kombinationsslalom in die Slalom-Elitegruppe vorgerückt.[23][24]
- Erstmals konnte mit dem Super-G der Herren ein Bewerb bei alpinen Skiweltmeisterschaften nicht ausgetragen werden. Vorerst hieß es, man würde diesen Super-G (wahrscheinlich in Lillehammer) nachtragen, doch am 20. Februar lehnte der FIS-Vorstand anlässlich seines Aufenthaltes bei den Nordischen Skiweltmeisterschaften in Falun diesen Vorschlag ab. Man wollte damit keine „Präjudizwirkung“ auslösen und sonst „würden die Weltmeisterschaften eventuell nie enden“.[25]

### Erwähnenswert
- Die englischsprachig erscheinende „The Japan Times“ veröffentlichte in ihrer Weltmeisterschaftsvorschau ein Foto von Günther Mader mit der Bildunterschrift „Hier sehen sie Österreichs Super-G-Weltmeisterin Ukrike Meyer“. In der offiziellen WM-Broschüre wurde Rudi Nierlich als Italiener und auch als „Neilrich“, Stephan Eberharter als „Eberherzer“ genannt.[26][27]
- ÖSV-Präsident Peter Schröcksnadel musste knapp vor dem Weltmeisterschaftsauftakt heimreisen, da seine Mutter verstorben war.
- Entgegen ersten Ankündigungen, möglicherweise mit nur wenigen Athletinnen/Athleten an der Eröffnungsfeier teilzunehmen (das Quartier der ÖSV-Mannschaft befand sich 35 km von der Eishalle in Morioka entfernt.[28]), fanden sich bei 20 ÖSV-Vertreter zur Zeremonie ein.[29]
- Erst ab diesen Weltmeisterschaften hatte der FIS-Computer darauf reagiert, dass die österreichische Läuferin Veronika Wallinger nunmehr Stallmaier heißt.[30]
- Die Bewerbe fanden in Shizukuishi, die Siegerehrungen im 27 km entfernten Morioka statt. Der Mount Takakura war (ist) der vom Austragungsort rechts zu sehende Berg (wo nur Herrenbewerbe gefahren wurden), links war (ist) der Kotakakura.[31]
- Der als „Mister WM“ geltende 54-jährige Yoshiaki Tsutsumi, gleichzeitig Präsident des japanischen Skiverbandes, der vor 22 Jahren einen Flugzeugabsturz überlebt hatte, hatte viele Skistationen errichtet und auch Morioka erschlossen.[32]
- Der Veranstalter teilte mit, dass die beiden am selben Tag (11. Februar) gefahrenen Abfahrten von 48.500 Zuschauern besucht worden waren. Es wurde seitens der aufmerksamen Journalisten beobachtet, dass jedoch ein Teil dieser Zuschauer sowohl bei der Abfahrt der Herren als auch der Damen derselbe gewesen sein musste, da viele Besucher nach Ende am Takakura schnurstracks zum anderen Berg, dem Kotakakura, gestapft war.[33]
- Der in Annecy hergestellte neue „Salomon“-Ski, mit dem Carole Merle den Riesenslalom gewann, war aus einer Form gegossen, und das „Rohmodell“ kostete alleine bereits ca. 200.000 DM; diese Herstellungsart wurde als „Monocoque Technic“ bezeichnet. Konkurrent „Rossignol“ witterte allerdings Werksspionage.[34]
- In einer Zwischenbilanz verteidigte ÖSV-Präsident Schröcksnadel die investierten 650.000 Schilling für ein Testprogramm, weil dessen Auswertungen über Jahre hinaus Früchte tragen würden. Die Herren-Abfahrt kommentierte er dahingehend, dass man diese, weil sie ein reines Glücksspiel war, genauso gut in Las Vegas hätte austragen können. Die Damen hätten – nach Kronbergers Rücktritt und Ginthers Verletzung – die Erwartungen bei weitem übertroffen. Hinsichtlich Kritik wolle er bis zum Saisonende warten, es gäbe aber ständig etwas zu verbessern, in verschiedenen Bereichen werde noch zu wenig professionell gearbeitet. Lob gab es für die Japaner, sie hätten trotz der Verschiebungen eine Super-Organisation zustande gebracht.[35]

### Verletzungen, Erkrankungen
- Schon beim ersten Training auf der WM-Abfahrtsstrecke stürzte Sabine Ginther und zog sich einen Kreuzbandriss im linken Knie zu. Sie kam am 1. Februar via Frankfurt in die Innsbrucker Uni-Klinik, wo sie am 2. Februar von Benedetto operiert wurde.[36][37][38][39]
- Es fehlten mehrere prominente Läuferinnen, u. zw. Pernilla Wiberg, Hilary Lindh und Katharina Gutensohn, die sich alle bereits vorher (u. zw. im Januar) verletzt hatten. Für den angeschlagenen Armin Bittner war bereits die Flugreise nach Japan eine Qual. Er war weiterhin von Bandscheibenproblemen geplagt, schmerzfrei fühlte er sich praktisch nur im Liegen, stehend hielt er es höchstens 45 Minuten aus.[40] Siehe dazu „Verletzungen“ im Artikel zum Alpinen Skiweltcup 1992/93.
- Beim ersten Zeitlauf kam es zu mehreren Stürzen, die alle nach Sprüngen geschahen; während Takuya Ishioka unverletzt blieb und auch Chad Fleischer und Paul Puckett glimpflich davongekommen waren, erlitt Erik Schlopy einen Brustbein- und Brustwirbelbruch, der 11 und 12. Rückenwirbel waren lädiert, es wurde sogar eine immerwährende Lähmung befürchtet. Zusätzlich erwies sich der Rettungsdienst als hilflos, denn die gestürzten Läufer blieben längere Zeit unversorgt im Schnee liegen und die Transportbahre passte nicht in den Krankenwagen. Schlopy wurde am 8. Februar heimgeflogen[41][42][43][44]
- Chantal Bournissen erlitt am 6. Februar einen Außenbandriss und eine Knochenabsplitterung am rechten Sprunggelenk, als sie bei einem Volleyballspiel in der Halle nach einem Sprung auf den Fuß einer Kameradin umkippte.[45][46]
- Alberto Tomba, der die Start-Nr. 4 gehabt hätte, konnte wegen einer Grippe nicht am Riesenslalom teilnehmen, was in den italienischen Medien dementsprechend ausgebreitet wurde. Da dieses Rennen an zwei Tagen gefahren wurde, kündigte der italienische Skiverband zwar einen Protest gegen die Wertung bzw. einen Antrag auf Neuaustragung an, doch das Reglement hatte die Austragung des zweiten Laufes am nächsten Tag erlaubt. Während des ersten Riesenslalomdurchgangs war kein italienischer Journalist im Zielraum vertreten. Alle Berichterstatter befanden sich im Hotel oder in der Nähe desselben, wo Tomba untergebracht war, und erkundigten sich laufend nach dem Stand des Fieberthermometers.[47][48][49]
- Leonhard Stock, der nach einer überstandenen Grippe minimal verspätet (am 1. Februar ab 18:30 h ab Innsbruck über Frankfurt am Main und Moskau[50]) nachgereist war, befand sich weiterhin in schlechter Verfassung. Dies führte dazu, dass Ersatzmann Hannes Trinkl nachrückte.[51] Stock musste vorzeitig heimreisen; er litt an einem Ausschlag, der durch eine Allergie hervorgerufen wurde, deren Ursache (noch) nicht bekannt war. Der Arzt hatte ein Startverbot erteilt. Zudem waren die verabreichten Medikamente solche, die eine Teilnahme am Rennen nicht erlaubt hätten.[52]

### Die „Geldfront“
- Beim Deutschen Skiverband war die Medaillendotierung gegenüber 1991 um zwei Drittel erhöht worden. Für Gold gab es 650.000, für Silber 450.000 und für Bronze 300.000 DM. Es wurde auch bekannt, dass von Funktionärsseite nur Sportwart Peter Hinterseer und der Technische Leiter, Willi Lesch, mitgereist waren, während Sportdirektor Helmut Weinbuch daheimgeblieben war. Es hieß, dass sich eine größere Delegation „bei der allgemeinen Rezessionswelle nicht schickt“.[53][54] Der WM-Titel von Miriam Vogt brachte dem Verband einen Fünfjahresvertrag mit dem japanischen Sportartikelhersteller Mizuno, der 357.000 DM wert war.[55]
- Beim Schweizer Verband gab es nur die Hälfte dessen, was der DSV auszuschütten gewillt war. Es gab aber für die Schweizer Teilnehmerinnen/Teilnehmern durch deren Skipool eine Ausnahmeregelung für Auftritte in TV-Studios mit Pullovern des Herstellers „Reusch“: Einladungen bei ZDF und ARD brachten 1.000 DM, bei RTL, sat1 und SRG 800 DM. (Demgegenüber lautete die Direktive des ÖSV, dass dessen Sportler der offiziellen Verbandsbekleidung zu erscheinen hatten.)[56] Für die Viertplatzierten war ein Städteflug als „Belohnung“ ausgelobt.[57]
- Beim ÖSV war ein Prämiensystem eingerichtet, bei dem fünf bis sechs Komponenten mitspielten, und somit keine exakten Ziffern zuließen. Es wurde jedoch von einer halben Million Schilling für die Goldmedaille gesprochen, dazu kamen noch Prämien von Sponsoren und aus Ausrüsterverträgen. Es gab allerdings dazu die Meldung, dass der Verband für eine Goldmedaille 300.000 Schilling „springen“ lässt, wobei Ulrike Maier mit einem Abzug von 120.000 Schilling an bereits gewonnenen Poolprämien rechnen musste, da sie während eines TV-Auftritts keine poolgerechte Kleidung getragen hatte. Weiters wurde bekannt, dass die „Tirol-Werbung“ als Hauptsponsor des Herrenteams ausscheidet und Molkerei-Produkte-Hersteller und Vermarkter NÖM Nachfolger wird.[58][59]

## TV und Radio
- Der ORF hatte alleine für die Außenkosten 7,2 Millionen Schilling veranschlagt, er arbeitete eng mit den übrigen deutschsprachigen TV-Anstalten (ARD/ZDF/SRG) zusammen.[60]
- Die österreichische Ex-Skirennläuferin Christl Ditfurth, die seit 1977 ihren Wohnsitz in Tokio und die Landessprache erlernt hatte, kam zu einem stressigen Nebenjob, denn sie stand dem japanischen Radio und TV als Dolmetscherin zur Verfügung.[61]
- Die (interessierten) ausländischen TV-Stationen bekamen den Damenslalom am 9. Februar nur als Aufzeichnung übermittelt, da das japanische Fernsehen „live“ draufblieb, um den zweiten Durchgang des Herren-Riesenslaloms zu zeigen. So konnte der ORF die „Goldmedaillenfahrt“ von Karin Buder, die gegen 6:40 h MEZ perfektioniert worden war, erst gegen 7:30 h zeigen. Allerdings gab es beim ORF-Radio einen Lapsus, denn Ö3 zog um 6:40 h die Ausstrahlung von Werbung vor, ehe der deshalb ziemlich verärgerte Reporter Manfred Payrhuber „on air“ gehen durfte.

## Männer

### Abfahrt
| Platz | Land | Sportler               | Zeit        |
| ----- | ---- | ---------------------- | ----------- |
| 1     | SUI  | Urs Lehmann            | 1:32,06 min |
| 2     | NOR  | Atle Skårdal           | 1:32,66 min |
| 3     | USA  | AJ Kitt                | 1:32,98 min |
| 4     | FRA  | Luc Alphand            | 1:32,99 min |
| 5     | USA  | Tommy Moe              | 1:33,09 min |
| 6     | FRA  | Denis Rey              | 1:33,20 min |
| 7     | CAN  | Cary Mullen            | 1:33,30 min |
| 8     | AUT  | Patrick Ortlieb        | 1:33,41 min |
| -     | -    | -                      | -           |
| 10    | SUI  | Franz Heinzer          | 1:33,51 min |
| 12    | AUT  | Hannes Trinkl          | 1:33,68 min |
| 14    | AUT  | Armin Assinger         | 1:33,85 min |
| 15    | GER  | Stefan Krauß           | 1:33,88 min |
| 16    | SUI  | Bruno Kernen           | 1:33,91 min |
| 17    | AUT  | Günther Mader          | 1:34,05 min |
| 19    | SUI  | Daniel Mahrer          | 1:34,13 min |
| 20    | GER  | Martin Fiala           | 1:34,23 min |
| 23    | SUI  | William Besse          | 1:34,41 min |
| 33    | GER  | Hansjörg Tauscher      | 1:35,46 min |
| 35    | GER  | Markus Wasmeier        | 1:35,72 min |
| 36    | LIE  | Markus Foser           | 1:35,72 min |
| 39    | LIE  | Achim Vogt             | 1:36,74 min |
| 41    | MEX  | Hubertus von Hohenlohe | 1:39,42 min |

Titelverteidiger: Franz Heinzer (SUI)

Datum: 11. Februar, 09:00 Uhr

Piste: „Takakura“

Start in 1.208 m Höhe; Länge: 2735 m, Höhenunterschied: 733 m

Tore: 37; Kurssetzer: Sepp Messner (FIS)
Es waren 47 Läufer gemeldet, jedoch waren nur 45 Läufer am Start, 43 von ihnen erreichten das Ziel.
Ausgeschieden u. a.: Patrik Järbyn (SWE)

### Riesenslalom
| Platz | Land | Sportler               | Zeit        |
| ----- | ---- | ---------------------- | ----------- |
| 1     | NOR  | Kjetil André Aamodt    | 2:15,36 min |
| 2     | AUT  | Rainer Salzgeber       | 2:16,23 min |
| 3     | SWE  | Johan Wallner          | 2:17,27 min |
| 4     | SUI  | Urs Kälin              | 2:17,63 min |
| 5     | SUI  | Hans Pieren            | 2:17,75 min |
| 6     | AUT  | Hubert Strolz          | 2:18,16 min |
| 7     | LUX  | Marc Girardelli        | 2:18,19 min |
| 8     | SUI  | Steve Locher           | 2:18,22 min |
| 9     | GER  | Markus Wasmeier        | 2:18,26 min |
| -     | -    | -                      | -           |
| 11    | AUT  | Richard Kröll          | 2:18,44 min |
| 13    | GER  | Tobias Barnerssoi      | 2:18,93 min |
| 18    | AUT  | Günther Mader          | 2:19,56 min |
| 20    | LIE  | Günther Marxer         | 2:20,20 min |
| 35    | GER  | Bernhard Bauer         | 2:25,28 min |
| 42    | MEX  | Hubertus von Hohenlohe | 2:43,03 min |

Titelverteidiger: Rudolf Nierlich† (AUT)

1. Lauf: 9. Februar, 09:30 Uhr

2. Lauf: 10. Februar, 09:30 Uhr

Piste: „Kotakakura“

Starthöhe: 840 m; Länge: 1450 m, Höhenunterschied: 370 m

Tore: 52 (1. Lauf), 50 (2. Lauf) – Kurssetzer: Didier Bonvin (SUI) bzw. T Meynet (FRA).
Am Start waren 88 Läufer, 54 von ihnen erreichten das Ziel.
Ausgeschieden u. a.: Armin Bittner (GER), Franck Piccard (FRA), Thomas Grandi (CAN), Didrik Marksten (NOR), Matthew Grosjean (USA), Adrien Duvillard (FRA), Daniel Vogt (LIE); disqu.: AJ Kitt (USA) (alle im 1. Lauf); Michael von Grünigen (SUI), Jure Košir (SLO), Achim Vogt, Marcel Heeb (beide LIE), Sergio Bergamelli (ITA) (alle im 2. Lauf); nicht gestartet u. a.: Alberto Tomba

### Slalom
| Platz | Land | Sportler               | Zeit        |
| ----- | ---- | ---------------------- | ----------- |
| 1     | NOR  | Kjetil André Aamodt    | 1:40,33 min |
| 2     | LUX  | Marc Girardelli        | 1:40,37 min |
| 3     | AUT  | Thomas Stangassinger   | 1:40,44 min |
| 4     | AUT  | Hubert Strolz          | 1:40,98 min |
| 5     | SUI  | Paul Accola            | 1:41,12 min |
| 6     | SWE  | Thomas Fogdö           | 1:41,31 min |
| 7     | NOR  | Finn Christian Jagge   | 1:41,68 min |
| 8     | GER  | Peter Roth             | 1:41,73 min |
| 9     | AUT  | Thomas Sykora          | 1:41,82 min |
| 10    | SUI  | Patrick Staub          | 1:41,88 min |
| -     | -    | -                      | -           |
| 16    | SUI  | Michael von Grünigen   | 1:43,77 min |
| 18    | GER  | Bernhard Bauer         | 1:44,07 min |
| 27    | GER  | Tobias Barnerssoi      | 1:48,50 min |
| 42    | MEX  | Hubertus von Hohenlohe | 2:07,48 min |

Titelverteidiger: Marc Girardelli (LUX)

Datum: 13. Februar, 11:00 Uhr (1. Lauf), 14:00 (2. Lauf)

Piste: „Takakura“

Start in 640 m Höhe; Länge: 520 m, Höhenunterschied: 180 m

Tore: 60 (1. Lauf), 63 (2. Lauf) – Kurssetzer: Gustav Thöni (ITA) bzw. Fritz Vallant (AUT).
Am Start waren 78 Läufer, 47 von ihnen erreichten das Ziel.
Ausgeschieden u. a.: Jure Košir (SLO), Oliver Künzi (SUI), Fabio De Crignis (ITA), Mitja Kunc (SLO), Tetsuya Okabe (JPN) (alle im ersten Lauf nicht im Ziel); Alberto Tomba (ITA), Bernhard Gstrein (AUT) (disqu. 1. Lauf); Armin Bittner (GER), Fabrizio Tescari (ITA), Thomas Grandi (CAN) (alle nicht im Ziel 2. Lauf).

### Kombination
| Platz | Land | Sportler            | Zeit A        | Zeit S        | Punkte |
| ----- | ---- | ------------------- | ------------- | ------------- | ------ |
| 1     | NOR  | Lasse Kjus          | 1:34,54 (12.) | 1:21,60 (3.)  | 34,22  |
| 2     | NOR  | Kjetil André Aamodt | 1:34,94 (16.) | 1:21,15 (1.)  | 36,09  |
| 3     | LUX  | Marc Girardelli     | 1:34,53 (11.) | 1:21,89 (6.)  | 36,27  |
| 4     | AUT  | Günther Mader       | 1:34,29 (6.)  | 1:23,54 (9.)  | 45,53  |
| 5     | SUI  | Steve Locher        | 1:36,87 (29.) | 1:21,67 (4.)  | 63,34  |
| 6     | FRA  | Luc Alphand         | 1:32,19 (1.)  | 1:30,57 (23.) | 70,81  |
| 7     | SLO  | Jure Košir          | 1:37,71 (38.) | 1:21,28 (2.)  | 73,43  |
| 8     | JPN  | Kiminobu Kimura     | 1:37,09 (32.) | 1:24,42 (13.) | 88,89  |
| 9     | SWE  | Patrik Järbyn       | 1:29,08 (19.) | 1:34,47 (9.)  | 89,54  |
| 10    | FRA  | Adrien Duvillard    | 1:30,42 (22.) | 1:33,74 (4.)  | 90,02  |
| -     | -    | -                   | -             | -             | -      |
| 14    | GER  | Markus Wasmeier     | 1:35,83 (25.) | 1:27,82 (17.) | 97,92  |
| 15    | GER  | Martin Fiala        | 1:34,83 (15.) | 1:29,99 (20.) | 101,10 |
| 20    | SUI  | Xavier Gigandet     | 1:35,71 (24.) | 1:32,39 (26.) | 130,69 |
| 21    | GER  | Bernhard Bauer      | 1:40,91 (56.) | 1:23,54 (9.)  | 132,42 |
| 24    | LIE  | Daniel Vogt         | 1:37,08 (31.) | 1:33,07 (28.) | 153,78 |
| 25    | LIE  | Markus Foser        | 1:34,70 (13.) | 1:38,23 (31.) | 161,33 |
|       | SUI  | Franco Cavegn       | 1:36,79 (28.) | 1:34,58 (30.) | 161,33 |
| 30    | GER  | Armin Bittner       | 1:44,99 (60.) | 1:21,84 (5.)  | 173,19 |

Titelverteidiger: Stephan Eberharter (AUT)

Datum: 5. Februar, 11:00 (Abfahrt)
8. Februar, 10:00 Uhr / 13:00 Uhr (Slalom)
Abfahrtsstrecke: „Takakura“

Streckenlänge: 2735 m, Höhenunterschied: 733 m

Tore: 37; Kurssetzer: Sepp Messner (FIS)
Slalomstrecke: „Takakura“

Länge: 474 m, Höhenunterschied: 150 m

Tore: 53 (1. Lauf), 55 (2. Lauf); Kurssetzer: Lothar Magnago (SUI) bzw. P Grasic (SLO)
Am Start waren 72 Läufer, 43 klassierten sich.
Ausgeschieden u. a.: Hubert Strolz (AUT) (Abfahrt); Michael Tritscher (AUT), Hubertus von Hohenlohe (MEX), Bruno Kernen (SUI), Josef Polig (ITA) (alle disqu. erster Slalomlauf) sowie Marco Büchel (LIE), Stephan Eberharter (AUT), Rainer Salzgeber (AUT) (nicht im Ziel erster Slalomlauf).

## Frauen

### Abfahrt
| Platz | Land | Sportlerin            | Zeit        |
| ----- | ---- | --------------------- | ----------- |
| 1     | CAN  | Kate Pace             | 1:27,38 min |
| 2     | NOR  | Astrid Lødemel        | 1:27,66 min |
| 3     | AUT  | Anja Haas             | 1:27,84 min |
| 4     | GER  | Katja Seizinger       | 1:27,89 min |
| 5     | GER  | Miriam Vogt           | 1:28,13 min |
| 6     | GER  | Ulrike Stanggassinger | 1:28,16 min |
| 7     | ITA  | Bibiana Perez         | 1:28,24 min |
| 8     | FRA  | Carole Montillet      | 1:28,30 min |
| -     | -    | -                     | -           |
| 11    | AUT  | Veronika Wallinger    | 1:28,61 min |
| 15    | SUI  | Heidi Zeller-Bähler   | 1:28,74 min |
| 19    | AUT  | Stefanie Schuster     | 1:28,95 min |
| 24    | SUI  | Heidi Zurbriggen      | 1:29,11 min |
| 25    | AUT  | Barbara Sadleder      | 1:29,16 min |
| 27    | SUI  | Céline Dätwyler       | 1:29,23 min |
| 32    | GER  | Regina Häusl          | 1:29,11 min |

Titelverteidigerin: Petra Kronberger (AUT) (Karriere beendet)

Datum: 11. Februar, 11:00 Uhr

Piste: „Kotakakura“

Start: 1.100 m; Länge: 2376 m, Höhenunterschied: 625 m

Tore: 29; Kurssetzer: Günter Hujara (FIS).
Am Start waren 35 Läuferinnen, alle erreichten das Ziel.

### Super-G
| Platz | Land | Sportlerin           | Zeit        |
| ----- | ---- | -------------------- | ----------- |
| 1     | GER  | Katja Seizinger      | 1:33,52 min |
| 2     | AUT  | Sylvia Eder          | 1:33,68 min |
| 3     | NOR  | Astrid Lødemel       | 1:34,07 min |
| 4     | CAN  | Kerrin Lee-Gartner   | 1:34,21 min |
| 5     | ITA  | Deborah Compagnoni   | 1:34,44 min |
| 6     | AUT  | Anita Wachter        | 1:34,52 min |
| 7     | SLO  | Špela Pretnar        | 1:34,74 min |
| 8     | FRA  | Carole Merle         | 1:34,79 min |
| 9     | SUI  | Heidi Zurbriggen     | 1:34,82 min |
| 10    | AUT  | Barbara Sadleder     | 1:34,89 min |
|       | GER  | Regina Häusl         | 1:34,89 min |
| 12    | GER  | Martina Ertl         | 1:34,22 min |
| -     | -    | -                    | -           |
| 14    | AUT  | Ulrike Maier         | 1:34,98 min |
| 17    | AUT  | Stefanie Schuster    | 1:35,07 min |
| 19    | SUI  | Heidi Zeller-Bähler  | 1:35,13 min |
| 20    | GER  | Christina Meier-Höck | 1:35,31 min |
| 32    | LIE  | Birgit Heeb          | 1:36,74 min |
| 40    | SUI  | Corinne Rey-Bellet   | 1:38,38 min |
| 41    | SUI  | Céline Dätwyler      | 1:38,41 min |

Titelverteidigerin: Ulrike Maier (AUT)

Datum: 14. Februar, 10:00 Uhr

Piste: „Kotakakura“

Start in 1040 m Höhe; Länge: 2131 m, Höhenunterschied: 565 m

Tore: 42 – Kurssetzer: Gidi Achhorner (AUT).
Es hatten 54 Läuferinnen genannt, jedoch waren nur 49 am Start; 46 von ihnen erreichten das Ziel.
Nicht am Start u. a.: Urška Hrovat (SLO); disqualifiziert u. a.: Picabo Street (USA)

### Riesenslalom
| Platz | Land | Sportlerin          | Zeit        |
| ----- | ---- | ------------------- | ----------- |
| 1     | FRA  | Carole Merle        | 2:17,59 min |
| 2     | AUT  | Anita Wachter       | 2:17,99 min |
| 3     | GER  | Martina Ertl        | 2:18,70 min |
| 4     | SUI  | Heidi Zeller-Bähler | 2:19,07 min |
| 5     | ITA  | Sabina Panzanini    | 2:19,17 min |
| 6     | SLO  | Špela Pretnar       | 2:19,21 min |
| 7     | NOR  | Marianne Kjørstad   | 2:19,60 min |
| 8     | ITA  | Katyuscia Demez     | 2:20,15 min |
| -     | -    | -                   | -           |
| 12    | GER  | Katja Seizinger     | 2:20,37 min |
| 13    | AUT  | Sylvia Eder         | 2:20,43 min |
| 14    | SUI  | Corinne Rey-Bellet  | 2:20,51 min |
| 15    | AUT  | Ulrike Maier        | 2:20,63 min |
| 19    | AUT  | Ingrid Salvenmoser  | 2:21,95 min |
| 21    | SUI  | Heidi Zurbriggen    | 2:22,40 min |
| 22    | GER  | Miriam Vogt         | 2:22,47 min |

Titelverteidigerin: Pernilla Wiberg (SWE) (wegen Verletzung nicht am Start)

Datum: 10. Februar, 12:15 Uhr (1. Lauf), 14:45 Uhr (2. Lauf)

Piste: „Kotakakura“

Starthöhe 840 m; Länge: 1200 m, Höhenunterschied: 370 m

Tore: 49 (1. Lauf), 44 (2. Lauf) – Kurssetzer: Filip Gartner (AUT) bzw. Paul André Dubusson (SUI).
Es hatten 59 Läuferinnen genannt, am Start waren 57 Läuferinnen; 41 von ihnen erreichten das Ziel.
Nicht am Start: Swetlana Gladyschewa (RUS) und Annelise Coberger (NZE).
Ausgeschieden u. a.: Deborah Compagnoni (ITA), Vreni Schneider (SUI), Astrid Lødemel (NOR), Mélanie Turgeon (CAN) (alle erster Lauf); Christina Meier-Höck (GER), Heidi Voelker (USA), Leila Piccard (FRA) (alle zweiter Lauf).

### Slalom
| Platz | Land | Sportlerin             | Zeit        |
| ----- | ---- | ---------------------- | ----------- |
| 1     | AUT  | Karin Buder            | 1:27,66 min |
| 2     | USA  | Julie Parisien         | 1:27,87 min |
| 3     | AUT  | Elfi Eder              | 1:28,65 min |
| 4     | SWE  | Kristina Andersson     | 1:28,69 min |
| 5     | ITA  | Morena Gallizio        | 1:28,94 min |
| 6     | SWE  | Titti Rodling          | 1:29,12 min |
| 7     | FRA  | Patricia Chauvet       | 1:29,29 min |
| 8     | SUI  | Christine von Grünigen | 1:29,33 min |
| -     | -    | -                      | -           |
| 10    | GER  | Miriam Vogt            | 1:29,82 min |
| 12    | SUI  | Katrin Neuenschwander  | 1:30,37 min |
| 13    | GER  | Angela Grassinger      | 1:30,42 min |
| 14    | AUT  | Ingrid Salvenmoser     | 1:30,64 min |
| 17    | GER  | Martina Ertl           | 1:30,97 min |
| 19    | SUI  | Martina Accola         | 1:31,34 min |
| 21    | SUI  | Gabriela Zingre-Graf   | 1:32,08 min |

Titelverteidigerin: Vreni Schneider (SUI)

Datum: 9. Februar, 11:45 Uhr (1. Lauf), 14:30 Uhr (2. Lauf)

Piste: „Kotakakura“

Start in 610 m Höhe; Länge: 474 m, Höhenunterschied: 150 m

Tore: 54 (1. Lauf), 53 (2. Lauf) – Kurssetzer: R Zalmann (NZE) und G Trinkl (SWE)
Am Start waren 52 Läuferinnen, 35 von ihnen erreichten das Ziel.
Ausgeschieden u. a.: Vreni Schneider (SUI), Anita Wachter (AUT), Deborah Compagnoni (ITA), Heidi Voelker (USA), Diann Roffe-Steinrotter (USA), Leila Piccard (FRA), Mélanie Turgeon (CAN) (alle erster Lauf); Annelise Coberger (NZL), Mojca Suhadolc (SLO) (beide im 2. Lauf disqualifiziert).

### Kombination
| Platz | Land | Sportlerin         | Zeit A        | Zeit S        | Punkte |
| ----- | ---- | ------------------ | ------------- | ------------- | ------ |
| 1     | GER  | Miriam Vogt        | 1:26,87 (2.)  | 1:08,90 (2.)  | 3,39   |
| 2     | USA  | Picabo Street      | 1:26,64 (1.)  | 1:12,51 (15.) | 32,15  |
| 3     | AUT  | Anita Wachter      | 1:29,04 (17.) | 1:08,88 (1.)  | 33,52  |
| 4     | ITA  | Bibiana Perez      | 1:28,25 (8.)  | 1:10,75 (9.)  | 39,04  |
| 5     | SWE  | Erika Hansson      | 1:28,57 (11.) | 1:10,63 (7.)  | 42,45  |
| 6     | AUT  | Stefanie Schuster  | 1:28,15 (6.)  | 1:11,84 (14.) | 47,30  |
| 7     | SVK  | Lucia Medzihradská | 1:28,72 (12.) | 1:11,69 (13.) | 53,94  |
| 8     | AUT  | Ulrike Maier       | 1:29,39 (19.) | 1:10,68 (8.)  | 54,35  |
| 9     | ITA  | Morena Gallizio    | 1:30,15 (23.) | 1:09,50 (3.)  | 54,51  |
| 10    | SUI  | Chantal Bournissen | 1:27,33 (3.)  | 1:14,77 (14.) | 61,80  |
| 15    | GER  | Regina Häusl       | 1:28,05 (2.)  | 1:16,53 (20.) | 87,02  |
| 22    | GER  | Martina Ertl       | 1:28,85 (14.) | 1:22,04 (28.) | 147,40 |
| 23    | SUI  | Céline Dätwyler    | 1:29,85 (22.) | 1:21,46 (27.) | 156,24 |
| 27    | LIE  | Birgit Heeb        | 1:30,79 (26.) | 1:22,67 (29.) | 180,08 |

Titelverteidigerin: Chantal Bournissen (SUI)

Datum: 5. Februar, 10:00 (Abfahrt)
4. Februar, 12:15 Uhr / 14:30 Uhr (Slalom)
Abfahrtsstrecke: „Kotakakura“

Start in 1.100 m Höhe; Streckenlänge: 2376 m, Höhenunterschied: 625 m

Tore: 29 – Kurssetzer: Günter Hujara (FIS).
Slalomstrecke: „Kotakakura“

Start in 610 m Höhe; Länge: 450 m, Höhenunterschied: 140 m

Tore: 42 (1. Lauf), 42 (2. Lauf) – Kurssetzer: Herbert Mandl (NOR) bzw. F Gamper (ITA).
Am Start waren 47 Läuferinnen, 31 klassierten sich.
Ausgeschieden u. a.: Katja Seizinger (GER) (nicht im Ziel Slalom 1. Lauf); Špela Pretnar (SLO), Mélanie Turgeon (CAN), Heidi Zeller-Bähler (SUI) (alle disqu. Slalom 1. Lauf); Anja Haas (AUT), Zali Steggall (AUS), Emi Kawabata (JPN), Heidi Zurbriggen (SUI) (alle nicht im Ziel im Slalom 2. Lauf); Astrid Lødemel (NOR) (disqu. 2. Lauf); Julie Parisien (USA) nach Rang 39. im 1. Slalomlauf zum zweiten nicht angetreten.

## Medaillenspiegel
| Platz | Land               | Gold | Silber | Bronze | Gesamt |
| ----- | ------------------ | ---- | ------ | ------ | ------ |
| 1     | Norwegen           | 3    | 3      | 1      | 7      |
| 2     | Deutschland        | 2    | –      | 1      | 3      |
| 3     | Österreich         | 1    | 3      | 4      | 8      |
| 4     | Frankreich         | 1    | –      | –      | 1      |
|       | Kanada             | 1    | –      | –      | 1      |
|       | Schweiz            | 1    | –      | –      | 1      |
| 7     | Vereinigte Staaten | –    | 2      | 1      | 3      |
| 8     | Luxemburg          | –    | 1      | 1      | 2      |
| 9     | Schweden           | –    | –      | 1      | 1      |